# 第一屆哈達內閣
第一屆哈達內閣是印度尼西亞共和國（印尼）第七屆內閣。該內閣由副總統穆罕默德·哈達按照總統蘇卡諾的指示在1948年1月23日組建，而前屆內閣亦於本屆內閣組成當日宣布解散。本屆內閣大部分閣員都在荷蘭殖民當局發動第二次軍事進攻，攻下印尼共和國首都日惹後被捕，並被殖民當局流放，不過該內閣並沒有因此而正式解散。本屆內閣閣員終在1949年7月13日復行視事，並恢復執政權，直至內閣在當年8月4日改組為止。

## 組建
印尼民眾認為原總理阿米爾·謝里夫丁和他的內閣跟荷蘭人簽訂的《倫維爾協定》把印尼共和國剛剛獨立就擁有的很多政治權力讓給荷蘭，感到非常憤怒。之後這個內閣在1948年1月23日倒台，於是總統蘇卡諾便要求時任副總統穆罕默德·哈達組建一個團結各大政黨的新內閣。雖然原內閣有10名閣員過渡到新內閣，不過哈達廢除了初級部長的職務，也撤換了思想左傾的部長。
本屆內閣於1948年1月29日成立，於2月2日正式就職，總理一職由副總統哈達兼任。內閣的工作重點包括：一、處理《倫維爾協定》的實行問題，二、建設國家，三、致力組建一個鞏固的政府。由於左派在謝里夫丁執政期間開始對軍隊發揮影響力，所以哈達需要和印尼國民軍總司令蘇迪曼聯手削弱軍隊內部的左派勢力。然而，《倫維爾協議》帶來的意見分歧連綿不絕，大大削弱了哈達的工作。
印尼法學家、政治人物比比特·蘇帕拉托（Bibit Suprapto）提到由哈達領導的兩屆內閣既不是真正的議會制內閣，也不是真正的總統制內閣，因為哈達當時既是行政機構的工作人員，也是正式在任的總理。

### 人員組成
本屆內閣閣員名單如下：
| 職務               | 姓名                       | 政黨               |
| ------------------ | -------------------------- | ------------------ |
| 總理 署理國防部長  | 穆罕默德·哈達              | －                 |
| 署理內政部長       | 蘇基曼·維爾約桑佐約        | 馬斯友美黨         |
| 外交部長           | 阿古斯·薩林                | －                 |
| 司法部長           | 蘇桑托·蒂爾托普羅佐        | 印度尼西亞民族黨   |
| 財政部長           | 亞歷山大·安德烈斯·馬拉米斯 | 印度尼西亞民族黨   |
| 經濟部長           | 沙弗魯丁·普拉維拉內加拉    | 馬斯友美黨         |
| 教育與文化部長     | 阿里·沙斯特羅阿米佐約      | 印度尼西亞民族黨   |
| 衛生部長           | 約翰內斯·萊梅納            | 印度尼西亞基督教黨 |
| 宗教事務部長       | 馬希庫爾                   | 馬斯友美黨         |
| 勞工與社會事務部長 | 庫斯南（Koesnan）          | 印尼共和國教師協會 |
| 建設與青年事務部長 | 蘇珀諾                     | 社會黨             |
| 交通部長           | 朱安達                     | －                 |
| 署理公共工程部長   | 朱安達                     | －                 |
| 新聞部長           | 穆罕默德·納席爾            | 馬斯友美黨         |
| 國務部長           | 蘇丹哈孟庫布沃諾九世       | －                 |

本屆內閣在任期間，內閣內部曾出現數次人事變動。朱安達自1948年4月13日起不再擔任公共工程部長，而該職缺則由赫爾林·拉奧由填補，另外哈孟庫布沃諾九世也在同年7月15日接替哈達，出任國防部長。蘇珀諾在1949年2月24日被荷軍殺害，不過在本屆內閣任期之內，他的遺缺一直無人填補。

## 事件
印尼共和國於第一屆哈達內閣在任期間獲得更多外國承認，例如也門穆塔瓦基利亞王國和蘇聯在1948年5月宣布承認印尼獨立。

### 國內異見
前總理謝里夫丁並不接受他的內閣倒台的事實（自1945年印尼獨立後，內閣便一直由左派勢力控制）。他在自己的內閣倒台後和印尼共產黨領袖慕梭一起成立人民民主陣線（Front Demokrasi Rakyat, FDR），反對哈達內閣，並要求建立一個新的左派內閣。他們在1948年2月初便已經舉行會晤，討論如何領導新內閣的事宜。
在哈達內閣當中，得到穆斯林支持的馬斯友美黨佔有重要位置；人民民主陣線推測哈達內閣將不能夠完成他們受命完成的工作，而且他們完成的工作都會和共產主義者和社會主義者的需求背道而馳。他們又為哈達內閣冠上「馬斯友美內閣」和「資產階級內閣」的稱號。人民民主陣線在1948年初一直批評伊斯蘭教組織和當權的組織，又發動了數次罷工，要求哈達內閣單方面撕毀《倫維爾協定》。政府於是便從8月中開始釋放陳馬六甲等政治犯，以示回應；雖然這些被釋放的政治犯都是共產主義者，不過他們都堅決反對人民民主陣線，還會為破壞人民民主陣線的工作而做事。
最終茉莉芬事件把這種異見推向高潮和尾聲：這次事件在1948年9月18日發生，當日由慕梭、謝里夫丁和其他左派政客率領的人民民主陣線部隊攻下東爪哇省茉莉芬市，並掃蕩民居，殺害超過一千人（遇害者以伊斯蘭教人物居多）。印尼國民軍在四日後調往茉莉芬，去奪回這座城鎮。第一批國民軍士兵在9月30日到埗，並於翌日展開攻擊，成功攻下茉莉芬。人民民主陣線部隊的成員隨後四處逃散，令國民軍要用幾個月的時間把他們搜出來。慕梭在當年10月初被殺，而謝里夫丁也在11月29日被捕，並於一個月後處決。

### 荷蘭施壓
分隔印尼群島的荷蘭控制區和共和國控制區的樊·穆克線在《倫維爾協定》簽訂後獲得正式的承認。在印尼共和國聲稱擁有主權的荷蘭控制區裏，荷蘭人建立了馬都拉、巴巽丹（Pasundan）等許多面積細小，民族構成單一的印尼聯邦共和國成員國。荷、印兩國軍隊都曾經在樊·穆克線沿線展開多次小型衝突，而荷蘭軍隊也繼續封鎖印尼群島，以防止印尼人民接收補給品。因此，到了1948年12月，荷、印雙方的緊張局面已經處於高峰。

## 倒台
荷蘭在1948年12月19日向印尼共和國首都日惹發動攻擊，是為烏鴉行動。蘇卡諾總統和哈達內閣的閣員在這場進攻當中都被荷蘭當局逮捕和流放。雖然由沙弗魯丁·普拉維拉內加拉領導的緊急內閣隨後在蘇門答臘成立，不過哈達內閣卻沒有因此而被正式解散。普拉維拉內加拉在哈達內閣的閣員獲釋，返回日惹後把印尼共和國的統治權歸還給哈達內閣，而哈達內閣則在1949年7月13日恢復統治權。此後哈達內閣的人員組成一直沒有變動，直至內閣在1949年8月4日重組為止；哈達在內閣重組後繼續擔任總理。

## 註解
1. ↑  或譯社會福利部長。

## 註腳
1. 1 2  Suprapto 1985，第78頁.
2. ↑  Suprapto 1985，第80頁.
3. ↑  Muljana 2008，第134頁.
4. ↑  Muljana 2008，第135頁.
5. 1 2  Suprapto 1985，第79頁.
6. ↑  Suprapto 1985，第81頁.
7. ↑  Imran 1980，第42–45頁.
8. ↑  Muljana 2008，第148頁.

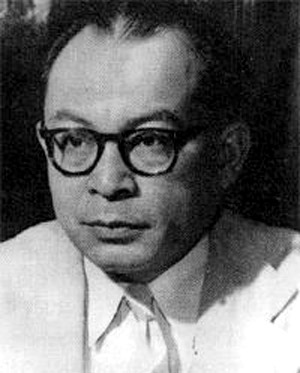
穆罕默德·哈達

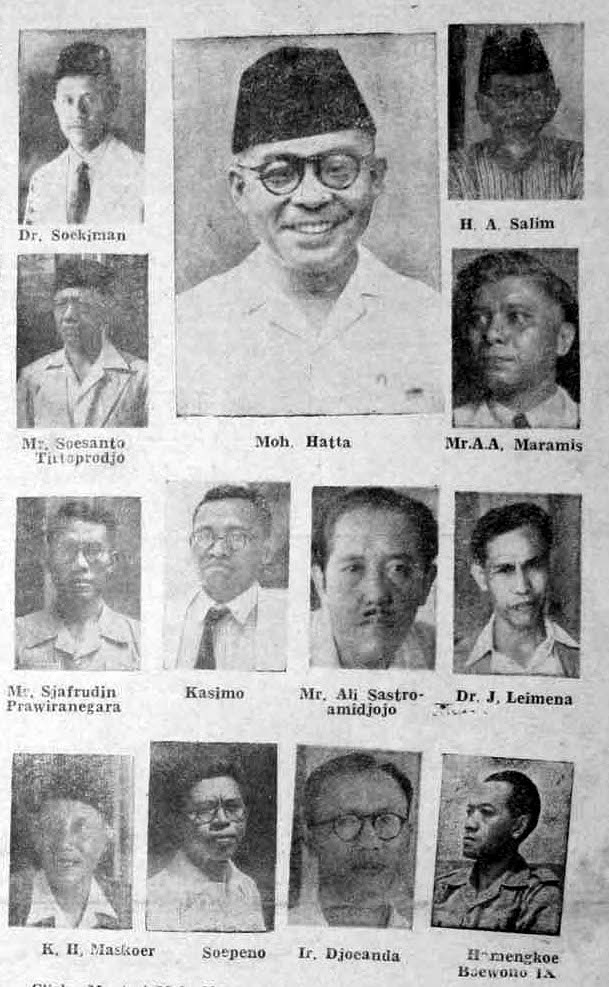
第一屆哈達內閣組成時閣員的肖像

9. 1 2  Secretariat, Kabinet Hatta I.
10. 1 2 3 4  Suprapto 1985，第81–84頁.
11. ↑  Muljana 2008，第136頁.
12. ↑  Muljana 2008，第143頁.
13. ↑  Muljana 2008，第144頁.
14. ↑  Muljana 2008，第154頁.
15. 1 2 3  Suprapto 1985，第85頁.
16. ↑  Muljana 2008，第137頁.
17. ↑  Suprapto 1985，第86頁.